# A Holnap
A Holnap irodalmi antológia Nagyváradon, 1908-ban és 1909-ben megjelent 1. és 2. kötetét a modern magyar irodalom kiindulópontjaként, Ady szavaival, a „magyar lelkek forradalma”-ként emlegetik az irodalomtörténészek.

## Alapítása
1908 tavaszán több nagyváradi fiatal költő és író tervezte egy irodalmi társaság megalakítását. Ehhez az adott végső lendületet, hogy 1908 februárjában a Premontrei Főgimnázium tanáraként Váradra érkezett Juhász Gyula. Juhász levélben fordult egyetemi barátaihoz (Babitshoz, Kosztolányihoz, Oláh Gáborhoz), hogy bevonja őket a mozgalomba. Közülük Babits Mihály vállalta el a tagságot, s a váradi rokoni kapcsolatokkal rendelkező Balázs Béla is. 1908 tavaszára kialakult az írógárda a hét költő – Ady Endre, Babits Mihály, Balázs Béla, Dutka Ákos, Emőd Tamás, Juhász Gyula és Miklós Jutka – részvételével. Ők mindannyian Ady feltétlen hívei voltak.
1908. április 1-jén történt meg a társaság névválasztása. (Korábban Göncölszekér és Hétmagyarok is szerepelt lehetséges címvariánsként, a hét poétára utalva) Adyt, aki aznap érkezett vonattal, sürgették, mire fáradtan csak annyit mondott: „Hagyjuk most, majd holnap.” Erre egyhangú felkiáltással szavazta meg a társaság „A Holnap” elnevezést. (Az antológia címe nagybetűs névelővel írandó, a hét betű a hét poétára utal.) Ezt követően alakult csak meg a Holnap Irodalmi Társaság, jogilag 1908 őszén, annak ellenére, hogy az antológiát kiadóként már ők jegyezték. A Nagyváradi Naplóban 1908. április 27-én Antal Sándor tudósított a megalakulásról.

## Célok

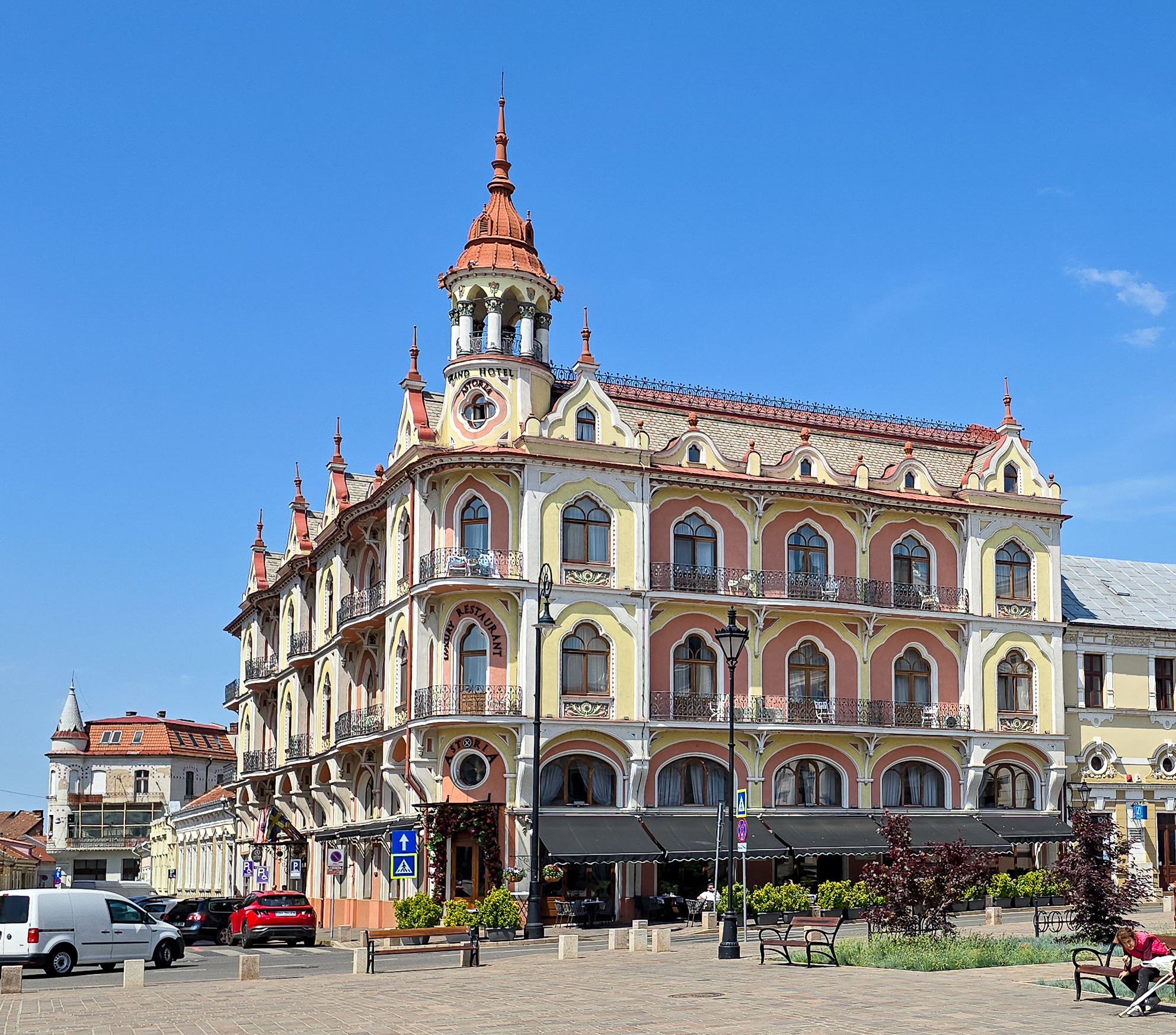
Az EMKE Kávéház (ma Astoria Szálló), a Holnap Irodalmi Társaság alapításának a helyszíne

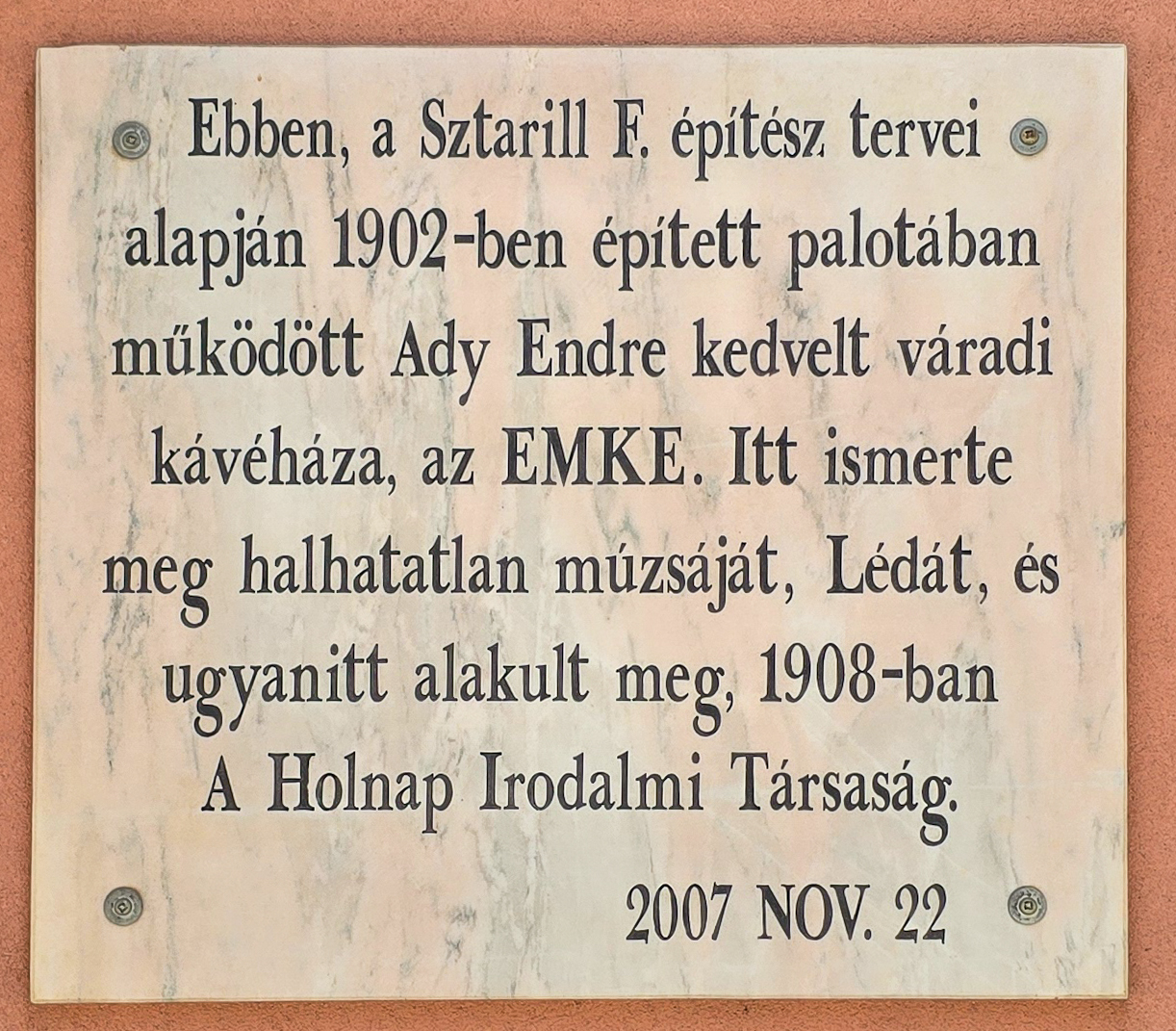
Emléktábla Nagyváradon

Céljuk az volt, hogy a Budapestre központosuló kulturális élet mellé egy másik, a konzervatív irodalmi szemlélettel szemben haladó, modern vidéki centrumot hozzanak létre. Ennek leginkább a mind gazdasági, mind kulturális szempontból legdinamikusabban fejlődő Nagyvárad felelt meg. Nagyváradot ekkor már pezsgő szellemi élete miatt mint „Körös-parti Párizs”-t emlegették.
1908. szeptember 27-én történt meg az alakuló társaság első személyes találkozása a közönséggel, a Vajda János-emlékünnep alkalmából. A Nagyváradi Napló szeptember 29-ei, másfél oldalas beszámolója szerint Emőd Tamás Ady-verseket szavalt (köztük az ekkorra írt Egy néhai költőt, melynek végleges címe: Néhai Vajda János, valamint a Találkozás Gina költőjével címűt), Ady pedig előadást tartott az új magyar irodalomról. Ettől a naptól kezdve a Független Magyarország című napilap lett a holnaposok budapesti „félhivatalos lapja”, mely rendszeresen közölte a mozgalom terveiről, eseményeiről szóló híreket.
1908. október 14-én volt a társaság hivatalos alakuló ülése az EMKE kávéház (a mai Astoria) különtermében. Ady beszédet tartott, melyben arról is szólt, hogy „A Holnap nem akar mindenáron forradalmiaskodó szervezet lenni”. Ekkor választották meg Dénes Sándort a társaság elnökévé. A Holnap ügyeinek intézésével pedig tíz tagot bíztak meg. (Ők Miklós Jutka kivételével az antológia résztvevői, valamint dr. Berkovits René, dr. Dénes Sándor, dr. Sarkadi Lajos és Nagy Mihály voltak. Titkárnak Dutka Ákost és Juhász Gyulát választották.)
Sok képzőművész is belépett a társaságba, például Balogh István és Tibor Ernő (aki tárlatot is rendezett A Holnap égisze alatt), továbbá irodalomkedvelők, mecénások is szép számmal tagjai lettek.

## Az antológiák
Szerettek volna rendszeresen megjelenő irodalmi lapot indítani, de ennek meghiúsulása miatt egy antológia szerkesztésében állapodtak meg. A társaság ezen első kiadványa, „A Holnap” antológia 1908 szeptemberében jelent meg, és hatalmas feltűnést keltett. A korabeli konzervatív irodalom képviselői országos kampányt indítottak ellenük. (A szerkesztő Antal Sándor volt, aki a korabeli bírálatoknak is némiképp táptalajt adott, hisz elég önkényesen válogatta össze a verseket, s mindegyik poétát külön kis portrékban mutatta be.) A verseskötet bemutatóját szeptember 27-én rendezték meg a váradi városházán. Ez volt az irodalmi társaság első nyilvános fellépése. A következő félév viták kereszttüzében zajlott, belső meghasonlásokkal (pl. A duk-duk affér) és külső támadások sorozatával.
1909-ben még mindig élt a folyóirat-alapítási vágy. Ezt Dutka és társai korabeli levelekben is megerősítik, de nem valósult meg. 1909 Pünkösdjére jelent meg az irodalmi antológia második kötete, melyet már Budapesten nyomtattak. A szerkesztéssel az Ady által is kedvelt Kollányi Boldizsárt bízták meg, aki mérnökemberként került Váradra, s aki hosszú, sokat markoló és keveset fogó, terjengős bevezetőt írt a második antológia elé, amibe könnyűszerrel belekötött a kritika.
Az antológiák már megjelenésükkor a viták kereszttüzébe kerültek, fölpezsdítették a magyar kulturális és társadalmi életet – Nagyváradtól Budapestig. A holnapos szerzők fellépéseit később is botrányok kísérték, párbajokra került sor irodalmi nézeteltérések miatt, szereplésük és írásaik kabarétréfák tárgyává váltak.

## Véleményekből
„Antal gyüjteménye Adyn kívül még hat költőnek adja verseit. Hat költőnek, akik ugyan Ady körül csoportosulnak, tanultak is tőle, de nem adták el magukat neki. Ébredők, tapogatódzók, keresők, szárnypróbálgatók – de mindannyinak volt már egy repülése. Mindenkinek van oly hangja, mely csak az övé, melyre rá lehet ismerni”(Pesti Napló, 1908. szeptember 23., 228. szám, 2–3.)
„Mert csakugyan ezeknek apjuk, anyjuk, nagyapjuk: mindenük Ady Endre.” (Kemény Simon: A Holnap. Nyugat, 1908. 19. szám, Figyelő rovat.)
„A kötet elé Kollányi Boldizsár irt bevezetőt. Tanulmánya első részében a Holnap célját és jelentőségét fejtegeti sok furcsa és nagy kijelentés közrebocsátásával. A Holnap több tagját nagyon szeretem, de a Holnap mint társaság talán mégse olyan fontos és nagy dolog. Akik közülük erősek, azokat más úton is észrevették és méltányolták volna s az új magyar irodalmi nekilendülés talán ilyen társaság nélkül is elképzelhető.”(Tóth Árpád: A Holnap új könyvéről. Nyugat, 1909. 12. szám, Figyelő rovat.)
„Ezek túladyendrézik magát Ady Endrét, és abba a furcsa helyzetbe juttatják, hogy ő, aki hadat üzen a tekintélynek és iskoláknak, tekintéllyé lesz, és irodalmi zugiskolát alapít. Ady Endrének kegyetlen irtóháborút kellene indítania az iskolája ellen, mely abból él, hogy kilószámra kiméri az ő húsát.”(Herczeg Ferenc: Ellesett párbeszédek. In: Új Idők, 1908. október 25. Horkayné rovat.)

## Működése
Az újonnan felépült Fekete Sas palotában 1909 áprilisában modern magyar festők műveinek kiállítását rendezték meg (Ady írt hozzá előszót Egy gyönge kürtszó címmel), majd áprilisban Bölöni György szervezte meg a kortárs magyar festők bemutatóját, amelyen Ady több új versét is elszavalta. 1909 októberében közös rendezvényt tartott A Holnap és a Nyugat. Lejött Váradra az egész nyugatos vezérkar. A holnaposok és a nyugatosok Temesváron és Aradon is tartottak közös összejövetelt. A temesvári matinén ott volt Juhász Gyula és Emőd Tamás, az aradin már Ady Endre is.

## Hatása
Míg a vele egyidős Nyugatnak indulásakor alig volt kimutatható hatása, addig a holnaposok törekvéseivel rokon szándékkal irodalmi társaságok alakultak, 1909-ben pedig „Közös úton” címmel antológia jelent meg Kolozsváron is.
Jellemző volt a Nyugat és A Holnap viszonyára, hogy bár szövetségesek voltak, mégis voltak közöttük jelentős elvi különbségek. A Holnap programja sokkal radikálisabb, forradalmibb volt, mint a Nyugaté. Igyekeztek közeledni egymás felé, de fenntartásaik egymással szemben mindvégig megmaradtak. A Holnap Irodalmi Társaság nagy érdeme, hogy markáns vonalat húzott a modern, haladó irodalom és a konzervatív tábor között.
„A holnaposok irodalmi matinékat szerveztek, ahol műveikből olvastak fel, vagy színészek adták elő őket, zeneszerzők mutatkoztak be új szerzeményeikkel, a falakra pedig a modern festők alkotásai kerültek, így ezek a rendezvények a kortárs művészetek fontos fórumaivá váltak. A Holnap léte az antológiák mellett ezekben mutatkozott meg igazán. A Nyugat ezt a fajta közönséggel való kapcsolattartást eltanulta A Holnaptól.” (Ilia Mihály)

## Emlékezete

Szoboregyüttes Nagyváradon. Balról jobbra: Ady Endre, Juhász Gyula, Dutka Ákos, Emőd Tamás

Juhász Gyula a Nagyváradi Napló 1914. március 25-ei számában közölt A Holnap városa (Lírai feljegyzések) című írásában rajongással ír az öt évvel korábbi, rövid életű, de nagy hatású irodalmi kezdeményezésről: „Igen bizony, jól esik erre emlékezni, mert valljuk be őszintén: ennél önzetlenebb, magyarabb, poétásabb irodalmi mozgalom nem volt azóta, mióta az irodalmat részvénytársasági alapon szervezik és még a költőknek is juttatnak belőle osztalékot. Szeretem az üldözött, a kigúnyolt és immár beszűnt Holnapot, a gúny, az üldözés, az agyonreklámozás és agyonhallgatások dacára is szeretem, mert a fiatalságom volt ez a Holnap, őszinte, lelkes, örökké édesbús ifjúságom.” 
Az V. Partiumi Írótábor nagyváradi rendezvényén, 2008. július 3-án leplezték le Nagyváradon a holnaposok emléktábláját.
A nagyváradi Ady Endre Emlékmúzeum állandó tárlatában nagy hangsúlyt szenteltek e korszak bemutatására. A budapesti Országos Széchényi Könyvtárban 2008. szeptember 19-én jubileumi kiállítás nyílt (kurátora: Boka László). A centenáriumi tárlat anyagát a Magyar Tudományos Akadémia és a Petőfi Irodalmi Múzeum mellett a nagyváradi Ady Endre Emlékmúzeum is gazdagította kölcsönadott kéziratokkal, festményekkel. A tárlat idején jelent meg a Várad, kulturális folyóirat centenáriumi emlékszáma is. (2008, szeptember)
2012 októberében Nagyváradon az Ady Endre Líceum előtti téren felavatták Deák Árpád szoborkompozícióját Ady Endrével, Juhász Gyulával, Dutka Ákossal és Emőd Tamással.

## Paródiája
Lovászy Károly pesti humorista 1909-ben adta közre paródiafüzetét Holnapután kiskedden. Modern poéták verses könyve, melyből a nyájas publikum megtudja, mimódon pöngetik a lantot magyarhon új dalosai címmel.